# Edward Pepper
Edward Ernest Pepper (ur. 2 listopada 1879 w Birmingham, zm. w 1960 w Enfield) – brytyjski gimnastyk, medalista olimpijski.
Uczestniczył w rywalizacji na V Letnich Igrzyskach olimpijskich rozgrywanych w Sztokholmie w 1912 roku, gdzie startował tam w jednej konkurencji gimnastycznej. W wieloboju drużynowym w systemie standardowym uzyskując z drużyną 184,50 punktu (średnia na jednego zawodnika: 36,90 punktu), zajął trzecie miejsce, przegrywając jedynie z drużyną włoską i węgierską.
Reprezentował barwy City of Birmingham Gymnastics Club.